# منتصلة مؤلمة
منتصلة مؤلمة (الاسم العلمي: Achromobacter dolens) هي نوع من البكتيريا، سلبية الغرام، تتبع المنتصلة.